# Maybach
Maybach-Motorenbau GmbH var en tysk limousinefabrikant og en division i Daimler AG med hovedsæde i Stuttgart. Den blev grundlagt i 1909 af Wilhelm Maybach og hans søn. Virksomheden var oprindeligt et datterselskab til Luftschiffbau Zeppelin GmbH og var selv kendt som Luftfahrzeug-Motorenbau GmbH indtil 1912.
Tognum AG med hovedsæde i Friedrichshafen fabrikerede Maybachs dieselmotorer med MTU-mærket gennem datterselskabet MTU Friedrichshafen GmbH.

## Historie
Maybach har historiske rødder med involvering af Wilhelm Maybach, der var teknisk direktør for Daimler-Motoren-Gesellschaft (DMG) indtil han forlod virksomheden i 1907. Den 23. Marts 1909 grundlagde han en ny virksomhed Luftfahrzeug-Motorenbau GmbH, med sin søn Karl Maybach som direktør. I 1912 omdøbte de virksomheden til Maybach-Motorenbau GmbH. Maybach udviklede og byggede oprindeligt diesel- og benzinmotorer Zeppelinere og skinnebuser. Maybach Mb.IVa blev benyttet i fly og luftskibe i 2. verdenskrig.

## Modeller

### Inden krigen
- 1919 Maybach W1: Test car based on a DMG chassis
- 1921 Maybach W3: First Maybach, shown at Berlin Motor Show. Featured a 70 hp (52 kW) 5.7L inline six.
- 1926 Maybach W5: 7L inline six, 120 hp (89 kW)
- 1929 Maybach 12: V12 precursor to DS7/8
- 1930 Maybach DSH: Doppel-Sechs-Halbe ("half a twelve cylinder") 1930–1937
- 1930 Maybach DS7 Zeppelin: 7L V12, 150 hp (112 kW)
- 1931 Maybach W6: Same engine as W5, longer wheelbase. 1931–1933
- 1931 Maybach DS8 Zeppelin: 8L V12, 200 hp (150 kW)
- 1934 Maybach W6 DSG: Featuring a twin overdrive transmission system
- 1935 Maybach SW35: 3.5L 140 hp (104 kW) I6
- 1936 Maybach SW38: 3.8L 140 hp (104 kW) I6
- 1939 Maybach SW42: 4.2L 140 hp (104 kW) I6
- 1945 Maybach JW61: 3.8L 145 hp (108 kW) I6

To af dem var 5.7 L inline six engines bygget og bestilt til Spyker. Ikke alle blev købt, og Karl måtte bygge biler med motorerne for at dække udgifterne.
Der blev bygget omkring 1800 Maybachs inden anden verdenskrig.

### Motorer
- Maybach HL120
- Maybach HL116
- Maybach HL210
- Maybach HL230

### Efter genoplivningen
- 2002 Maybach 57 and 62
- 2005 Maybach Exelero (prototype shown at the IAA in Frankfurt)
- 2005 Maybach 57S (the S standing for Special rather than Sport)
- 2006 Maybach 62S
- 2007 Maybach 62 Landaulet
- 2009 Maybach 57 and 62 "Zeppelin"
- 2011 Maybach Guard
- 2014 Mercedes-Maybach S600
- 2014 Mercedes-Maybach S400 (only for China)
- 2015 Mercedes-Maybach S500/S550 (US)
- 2015 Mercedes-Maybach S600 Pullman
- 2016 Mercedes-Maybach S 650 Cabriolet
- 2017 Mercedes-Maybach S560
- 2017 Mercedes-Maybach S650
- 2017 Mercedes-Maybach S680 (renamed S650 only for China)
- 2017 Mercedes-Maybach G 650 Landaulet
- 2019 Mercedes-Maybach GLS600
- 2021 Mercedes-Maybach S480 (only for China)
- 2021 Mercedes-Maybach S580
- 2021 Mercedes-Maybach S680
- 2023 Mercedes-Maybach EQS680 SUV
- 2023 Mercedes Maybach "Project Maybach" – Abloh samarbejdede med Mercedes Benz' chefdesigner på Project Maybach. Partnerskabet ente ud i to unikke Maybach-biler: en stor, soldrevet roadster designet til luksus off-roading, og en redesignet S680. Roadsteren har “show car”-status, men Virgil Abloh Maybach S680 blev købt i april 2023. Abloh døde af kræft i 2021.

## Salg
| Kalenderår | Salg i USA |
| ---------- | ---------- |
| 2003       | 166        |
| 2004       | 244        |
| 2005       | 152        |
| 2006       | 146        |
| 2007       | 156        |
| 2008       | 119        |
| 2009       | 66         |
| 2010       | 63         |

I november 2020 annoncerede Daimler, at de planlagte at fordoble Maybach-salg, baseret på stor efterspørgsel fra Kina, hvor bilen bruges som limousine.